# Пригоди S Миколая
«Пригоди S Миколая», робоча назва «Груднева казка, або Пригоди С. Миколая» — сімейна комедія режисера Семена Горова, прем'єра відбулася 13 грудня 2018 року. Стрічка розповідає про пригоди другокласника Артема та його сестри-підлітка у карпатському селі напередодні Дня Святого Миколая.

## Сюжет
Фільм починається у засніжених Карпатах. Дорогою їде жовтий бусик з родиною, головними персонажами — батьком, матір'ю, донькою та сином. Сина, найголовнішого персонажа, звуть Артем, він другокласник, 8 років. Донька — старша сестра, на ймення Поля, шестикласниця, блогерша. Мама — модельєр, доволі агресивна через їхню подорож. А тато, через якого вся ця пригода і сталася — розробник відеогри під назвою «Святий Миколай».
Вони їхали з великого міста до села у Карпатах, до будинку, де тато був малим і жив з бабусею. Жінку зовсім не вдовольнило рішення чоловіка, і вона постійно під час фільму на нього та на відеогру нарікає. Коли вони приїхали, то пізніше сталося 3 проблеми: у мами над головою прокапувала вода з даху, Поля засмутилася через те, що в неї немає її кімнати, а малий натрапив на павука-птахоїда.
Згодом, коли тато лагодив дах, він упав з драбини і зламав руку. Мати відвезла його до лікарні, а дітям наказала нікому двері не відчиняти.
Тим часом, троє бандитів, головою яких був на призвісько Кабан, грабували будинок. Та коли приїхала поліція, двоє зрадили Кабана і втекли з награбованим.
А ще тим часом, над Карпатами летів Святий Миколай. Він раптом почув плач дитини. Це був Артем, який зі сльозами просив у Миколая злагоди у їхній сім'ї. Проте Миколай у лісі загубився, і тому спричинив аварію для поліцейської машини, в якій везли Кабана. Він втік, прив'язавши Миколая до дерева, взявши його кожух і мішок з подарунками, який він по дорозі так і не зміг відкрити. Потрапивши до будинку Артема, якого залишила Поля, щоб подивитися на ковзанка, про яку їй сказав місцевий Орест. Він намагається привернути увагу блогерки, але отримує одкоша. Артем, на відміну від сестри, щиро вірить у Миколая, і тому не розуміє, що то грабіжник. Кабан фокусами краде цінності з-під носа хлопця, а той нічого не розуміє. Коли приходить Поля, «Миколай, дітки, мусить йти», але дівчина помітила їхню цінну річ, яка стирчала з мішка Кабана, і зрозуміла, що то злодій. Потім діти його зв'язують.
Тим часом справжнього Святого Миколая арештовують як спільника Кабана і, не вірячи ні його імені, ні даті його народження (270 рік після Різдва Христового), затримують. Копи же шукають злочинця у костюмі Миколая.
І тим часом, поки Поля «пояснює все» копам, Кабан розповідає Артему про те, що він, коли був у дитячому будинку, він ніколи не знаходив подарунка на Миколая під подушкою. А все, що він хотів — це була пожежна машина і шоколадка.

## У ролях
| Актор                   | Роль              |
| ----------------------- | ----------------- |
| Максим Лучак            | Артем             |
| Василь Вірастюк         | «Кабан»           |
| Григорій Боковенко      | Миколай           |
| Марія Єфросініна        | Мама              |
| Пшемислав Циприаньський | Тато              |
| Іванка Бородай          | Поля              |
| Андрій Кронглевський    | бандит «Дрищ»     |
| Віталій Ажнов           | бандит «Ржавий»   |
| В'ячеслав Рак           | Поліціянт Юрко    |
| Тетяна Лаврушко         | Поліціянтка Злата |

## Виробництво

### Кошторис
Фільм — один з переможців Десятого конкурсного відбору Держкіно (2017). Загальний кошторис фільму — ₴38,2 мільйона, з них частка Держкіно — 22,9 мільйона..

### Фільмування
Фільмування розпочалися у грудні 2017 року й завершилося у травні 2018 року. Зйомки відбувалися у павільйоні кіностудії «Київнаукфільм», на території Національного музею народної архітектури та побуту України в Пирогові, у Києві, на курорті Драгобрат та у селі Ясень Рожнятівського району Івано-Франківської області.

### Саунд-трек
Гурт «O.Torvald» створив нову пісню спеціально для фільму. Також учасники гурту з'явилися у фільмі у якості камео.

## Реліз
У лютому 2018 року стало відомо, що українським дистриб'ютором фільму буде компанія MMD. Кінотеатральний реліз стрічки відбувся 13 грудня 2018.

## Телевізійна прем'єра
Телевізійна прем'єра фільму відбулася 15 грудня 2019 року на каналі 1+1. З часткою 13,58% фільм увійшов до десятки кращих передач тижня.
В Італії відбулася прем'єра 23 грудня 2021 року на каналі Rai Gulp..

## Прокат за кордоном
Перший закордонний показ фільму відбувся 5 травня 2019 року в рамках фестивалю українського кіно «Україна в фокусі» у Тбілісі (Грузія).

Фільм двічі демонструвався на міжнародному фестивалі Giffoni Film Festival у Джиффоні-Валле-П'яна (Італія) для дитячої аудиторії понад 1000 глядачів. Фільм здобув нагороду за найсмішніший і найдинамічніший трейлер.

## Відгуки кінокритиків
Фільм отримав різко негативні відгуки від українських кінокритиків.

## Нагороди та номінації
| Список нагород та номінацій | Список нагород та номінацій | Список нагород та номінацій                  | Список нагород та номінацій | Список нагород та номінацій | Список нагород та номінацій |
| Кінофестиваль/Кінопремія    | Рік                         | Категорія                                    | Номінант(и)                 | Результат                   | Дж                          |
| --------------------------- | --------------------------- | -------------------------------------------- | --------------------------- | --------------------------- | --------------------------- |
| Премія «Золота дзиґа»       | 19.04.2019                  | Премія глядацьких симпатій                   | Пригоди S Миколая           | Номінація                   | [ 14 ]                      |
| Giffoni Film Festival       | 2019                        | «COMIX Diverten TEEN Award»/funniest trailer | Пригоди S Миколая           | Перемога                    | [ 6 ]                       |